# ВЕС Годе-Вінд 1, 2
ВЕС Годе Вінд 1, 2 — німецька офшорна вітроелектростанція, введена в експлуатацію у 2017 році. Місце для розміщення ВЕС обрали в Північному морі за 33 км від островів Юст та Нордернай (Фризький архіпелаг).
Фундаменти обох черг станції відносились до найбільш поширеного в офшорній вітроенергетиці монопального типу. Спочатку монопалі та перехідні елементи (до останніх безпосередньо повинні кріпитись башти вітрових агрегатів) доставляли в нідерландський порт Емсгафен із Ростока (Німеччина) та Ольборга (Данія) на баржі NB. Після цього їх встановленням займалось самопідіймальне судно Innovation.
Подальший монтаж вітрових турбін на фундаменти виконало судно Sea Challenger.
В межах проекту за допомогою потужного плавучого крану Hermod спорудили дві офшорні трансформаторні підстанції. Від них продукція через чотири кабелі довжиною по 10,5 км, розраховані на роботу під напругою 155 кВ, подається на вузлову офшорну підстанцію DolWin beta, яка перетворює змінний струм у прямий для подальшої подачі на берег за допомогою технології HVDC (лінії постійного струму високої напруги). Прокладання цих кабелів здійснило судно Normand Vision.
Для станції обрали вітрові турбіни компанії Siemens типу SWT-6.0-154 з одиничною потужністю 6 МВт та діаметром ротора 154 метри. Їх встановлювали в районі з глибинами моря 34 метри на баштах висотою 111 метрів.
Проект вартістю 2,2 млрд євро реалізувала енергетична компанія DONG, яка потім продала по 50 % участі в кожній черзі іншим інвесторам — компанії Global Infrastructure Partners та данському пенсійному фонду. Можливо також відзначити, що на початку 2017-го DONG отримала дозвіл на спорудження нової ВЕС Годе-Вінд 3.